# Baghar Cheena-luftangrebet
Baghar Cheena-luftangrebet skete om aftenen tirsdag 17. september 2008, da fire missiler affyret fra et ubemandet fly fra United States Air Force ramte landsbyen Baghar Cheena i Syd Waziristans bjerge, i Pakistans Føderalt Administrerede Stammeområder (FATA), omkring fire kilometer fra den afghanske  grænse og 55 kilometer vest for Wana, hovedbyen i regionen, og tæt på Angoor Ada, landbyen som blev angrebet af amerikanske kommandosoldaterden 3. september. Missilerne ramte en træningslejr for militante og dræbte fem og sårede mindst seks mennesker.
Dette var det sjette bekræftede, amerikanske missilangreb i Pakistan siden slutningen af august 2008, og det kom to dage efter det standoff som skete den 15. september, hvor pakistanske styrker skød op i luften, for at afholde amerikanske styrker i at trænge ind på pakistansk territorium. Hændelsen indtraf samtidig med at den øverstbefalende for de amerikanske styrker, Admiral Michael Mullen mødtes med Pakistans øverste officer, General Ashfaq Kayani og premierminister Yousuf Raza Gilani i Islamabad for at diskutere de voksende spændinger som følge af amerikanske angreb langs med grænsen.